# Louis Angely

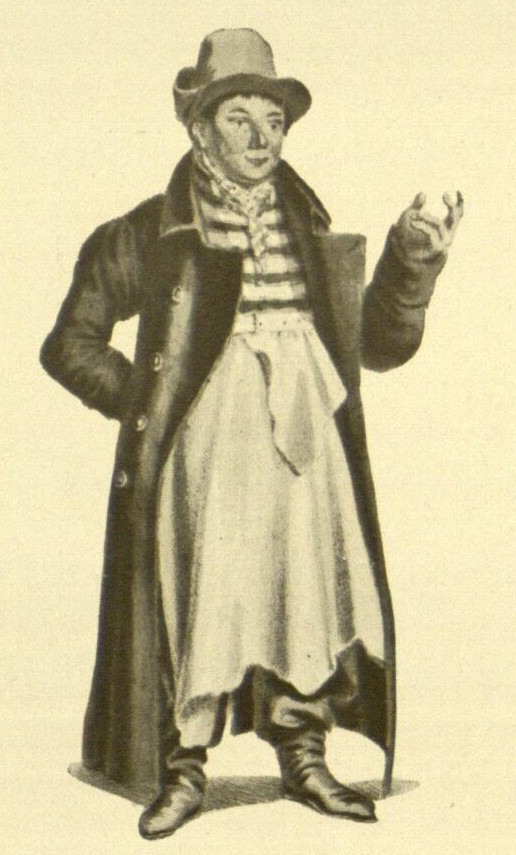
Louis Angely als Maurerpolier Kluck in Das Fest der Handwerker

Louis Jean Jacques Angely (* 1. Februar 1787 in Leipzig; † 16. November 1835 in Berlin) war ein deutscher Lustspieldichter, Schauspieler und Regisseur.

## Leben
Louis Angely wurde als Sohn des Kantors der französisch reformierten Kirche in Leipzig Jean Georges Louis Angely und der Jeanne Marie in Leipzig geboren. Angely debütierte 1808 als Schauspieler in Stettin. Nach Engagements in Riga, Reval und Mitau, während der er oft in komischen Rollen auftrat, kam er 1817 an das Deutsche Theater in St. Petersburg. Ab 1824 war er am Berliner Königsstädter Theater tätig, wo er sowohl als Schauspieler als auch als Regisseur in Erscheinung trat. Bereits 1830 zog er sich von der Bühne zurück und kaufte einen Gasthof in der Spandauer Straße in Berlin. Er schrieb aber weiterhin Theaterstücke.
Er starb am 16. November 1835 in Berlin und wurde auf dem Friedhof der Französischen Reformierten Gemeinde (Liesenstraße) beigesetzt. Sein Grab wurde im Zuge des Ausbaus der DDR-Grenzbefestigungen eingeebnet.
Der Schriftsteller Heinz Knobloch setzte Angely in Berliner Grabsteine ein kleines literarisches Denkmal.

## Der Lustspieldichter
Louis Angely verfasste vornehmlich Possen und Vaudevilles nach französischer Vorlage, die er an das Berliner Milieu anpasste, es sind einhundert Titel, nur zum Teil veröffentlicht, bekannt. Sein erfolgreichstes Stück war die Berliner Posse Das Fest der Handwerker, das keine französische Vorlage hatte und ganz auf das Berliner Milieu ausgerichtet war. Er war der erste Darsteller des Mauerpoliers „Kluck“ – eines in der Folgezeit volkstümlich gewordenen Typus am Theater. Aussprüche wie „Dadrum keene Feindschaft nich!“ sind in den Berliner Sprachgebrauch übergegangen.

## Werke
- Die Schneider-Mamsells (1824)
- Thérèse oder die Waise aus Genf (1824)
- Dover und Calais, oder Partie und Revange (Vaudeville in 2 Akten, 1825)
- Schüler-Schwaenke oder Die kleinen Wilddiebe (1825)
- Sieben Mädchen in Uniform (1825)
- Das Fest der Handwerker (Uraufführung 1828)
- Der hundertjährige Greis (1828)
- List und Phlegma (1832; Digitalisat)
- Paris in Pommern. Die seltsame Testamentsklausel (geschrieben um 1821, 1839)[3]
- Die Reise auf gemeinschaftliche Kosten
- Die Hasen in der Hasenheide
- Die beiden Hofmeister
- Wohnungen zu vermieten
- Das Ehepaar aus der alten Zeit
- Die Schwestern
- Der Dachdecker
- Vaudevilles und Lustspiele. 4 Bände. Berlin: Cosmar und Krause 1828–1842
- Neuestes komisches Theater.

1. (Digitalisat). Magazin für Buchhandel, Musik und Kunst, Hamburg 1836; enth. Wohnungen zu vermiethen, Die Schwestern, Die Königin des Festes, Jugend muss austoben, Prinz Tu-Ta-Tu, Der Thurm von Notre-Dame
2. (Digitalisat). Magazin für Buchhandel, Musik und Kunst, Hamburg 1836; enth. Die Sängerin und die Näherin, Vierzehn Tage nach Sicht, Die Erholungs-Reise, Punkt drei Uhr, Ein kleiner Irrtum, Zephyr und Flora
3. (Digitalisat). B.S.Berendsohn, Hamburg 1841; enth. Trübsale einer Postwagen–Reise, Die Zwillingsbrüder, Des Unglücksvogels Bruder, Morgen ist der Dreizehnte, Nicht vom Posten, Der Onkel schläft!